# Брискин, Жаклин
Жаклин Брискин (англ. Jacqueline Briskin), урождённая Оргелл (англ. Orgell, 18 декабря 1927, Лондон[…] — 24 декабря 2014, Санта-Моника, Калифорния) — американская писательница британского происхождения, специализирующаяся на исторических романах с 1970 по 1995 год. Её книги регулярно появляются в списке бестселлеров The New York Times. Она семь раз была выбрана Литературной гильдией и Книжным клубом Doubleday, её романы были переведены на 26 языков, и по всему миру было продано 23 000 000 экземпляров.
Её муж Берт Брискин был её агентом, а один из её сыновей — диджей Ричард Сэндс.

## Биография
Родилась Жаклин Оргелл 18 декабря 1927 года в Лондоне, Англия, дочь Марджори и Спенсера Оргелл. В 1938 году её семья переехала в США, а в 1944 году она натурализовалась. Она училась в средней школе Беверли-Хиллз в Беверли-Хиллз, штат Калифорния, и окончила её в 1945 году.
9 мая 1948 года она вышла замуж за Бертрама Нормана «Берта» Брискина, родившегося 17 февраля 1922 года. Её муж был руководителем в нефтяной сфере, и спустя годы стал её агентом. У них было трое детей: Ральф Луи Брискин, Элизабет Энн Брискин и Ричард Пол Брискин (псевдоним Ричард Сэндс). Её муж умер от болезни Альцгеймера 16 июля 2004 года.
Брискин продала свой первый роман в 1970 году, после чего опубликовала ещё 11 исторических романов.

### Отдельные романы
- California Generation (1970) — о жизни в лихие 1960-е
- After love (1974)
- Decade (1981)
- Everything and More (1983)
- Too Much Too Soon (1985)
- Dreams Are Not Enough (1987) — о кинобизнесе
- The Naked Heart (1989) — о Второй мировой войне
- The Other Side of Love (1991) — о Второй мировой войне
- The Crimson Palace (1995)

### Семья Ван Влит
1. Rich Friends (1976)
2. Paloverde (1978)
3. The Onyx (1982)